# Deltote argentula
Deltote argentula là một loài bướm đêm trong họ Noctuidae.